# Оберліга Німеччини з футболу
Оберліга Німеччини з футболу (нім. Fußball-Oberliga) — з сезону 2008/09 п'ята за силою футбольна ліга Німеччини. Чемпіонат розділений на 11 зон (у 2010 році дві ліги Нижньої Саксонії були об'єднані в одну).
Однойменна ліга існувала в НДР.

## Історія

### 1945-1963
З 1945 року в окупаційних зонах почали створюватися оберліги, серед переможців (а іноді і інших призерів) визначалися чемпіони Німеччини. Команди радянської окупаційної зони з політичних причин не брали в цьому участі.

### Чемпіони Оберліг 1946-1963
| Рік  | Північ      | Захід               | Південний Захід       | Південь              | Берлін                   |
| ---- | ----------- | ------------------- | --------------------- | -------------------- | ------------------------ |
| 1946 | -           | -                   | «Саарбрюккен»         | «Штутгарт»           | «Вільмерсдорф»           |
| 1947 | -           | -                   | «Кайзерслаутерн»      | «Нюрнберг»           | «Шарлоттенбург»          |
| 1948 | «Гамбург»   | «Боруссія» Д        | «Кайзерслаутерн»      | «Нюрнберг»           | «Уніон» (Обершеневельде) |
| 1949 | «Гамбург»   | «Боруссія» Д        | «Кайзерслаутерн»      | «Кіккерс» (Оффенбах) | Берлінер 92              |
| 1950 | «Гамбург»   | «Боруссія» Д        | «Кайзерслаутерн»      | «Гройтер» (Фюрт)     | Теніс-Боруссія           |
| 1951 | «Гамбург»   | «Шальке 04»         | «Кайзерслаутерн»      | «Нюрнберг»           | Теніс-Боруссія           |
| 1952 | «Гамбург»   | «Рот-Вайсс» (Ессен) | «Саарбрюккен»         | «Штутгарт»           | Теніс-Боруссія           |
| 1953 | «Гамбург»   | «Боруссія» Д        | «Кайзерслаутерн»      | «Айнтрахт» Ф         | Уніон 06                 |
| 1954 | Ганновер 96 | «Кельн»             | «Кайзерслаутерн»      | «Штутгарт»           | Берлінер 92              |
| 1955 | «Гамбург»   | «Рот-Вайсс» (Ессен) | «Кайзерслаутерн»      | «Кіккерс» (Оффенбах) | Вікторія 1889            |
| 1956 | «Гамбург»   | «Боруссія» Д        | «Кайзерслаутерн»      | «Карлсруе»           | Вікторія 1889            |
| 1957 | «Гамбург»   | «Боруссія» Д        | «Кайзерслаутерн»      | «Нюрнберг»           | «Герта»                  |
| 1958 | «Гамбург»   | «Шальке 04»         | ФК «Пірмазенс»        | «Карлсруе»           | Теніс-Боруссія           |
| 1959 | «Гамбург»   | «Вестфалія» (Херне) | ФК «Пірмазенс»        | «Айнтрахт» Ф         | Тасманія 1900            |
| 1960 | «Гамбург»   | «Кельн»             | ФК «Пірмазенс»        | «Карлсруе»           | Тасманія 1900            |
| 1961 | «Гамбург»   | «Кельн»             | «Саарбрюккен»         | «Нюрнберг»           | «Герта»                  |
| 1962 | «Гамбург»   | «Кельн»             | «Боруссія» Нойнкірхен | «Нюрнберг»           | Тасманія 1900            |
| 1963 | «Гамбург»   | «Кельн»             | «Кайзерслаутерн»      | Мюнхен 1860          | «Герта»                  |

### 1974-1994 Третя ліга
Оберліга була відновлена в 1974 році в Північній Німеччині, як третя ліга після 1 і 2-ї бундесліги. В інших регіонах аматорська ліга існувала ще чотири роки, і в 1978 оберліга стала вищою аматорською лігою і залишалася нею до 1994 року. Після докорінної реформи німецького футболу в 1991 році, трапився курйоз. Клуб оберліги «Шталь» (Айзенгюттенштадт) взяв участь у Кубку володарів кубків, так як програв у фіналі кубка останньому чемпіону НДР «Ганзі», а та кваліфікувалася у Лігу Чемпіонів.

### 1994-2008 Четверта ліга
У 1994 році з введенням Регіоналліги оберліга стала другою любительською і четвертою німецькою лігою.

### 2008-даний час П'ята ліга
У 2008 році після утворення третьої бундесліги оберліга стала п'ятою німецькою лігою.